# 저수지의 개들
《저수지의 개들》(Reservoir Dogs)은 1992년 미국에서 만들어진 범죄 스릴러 장르의 독립 영화이며, 쿠엔틴 타란티노의 감독 데뷔작이다.

## 출연

### 주연
- 하비 카이텔 - 미스터 화이트 / Larry Dimmick
- 팀 로스 - 미스터 오렌지 / Freddy Newandyke
- 마이클 매드슨 - 미스터 블론드 / Vic Vega
- 스티브 부세미 - 미스터 핑크
- 크리스 펜 - "나이스 가이" 에디 캐봇
- 로렌스 티어니 - 조 캐봇
- 에드워드 벙커 - 미스터 블루
- 쿠엔틴 타란티노 - 미스터 브라운

### 조연
- 랜디 브룩스
- 커크 발츠
- 리치 터너
- 스티븐 라이트

## 기타
- 공동제작: 하비 카이텔
- 미술: 데이빗 와스코
- 의상: 벳시 헤이만
- 배역: 로니 에스켈

## 사운드 트랙
이 영화만을 위해 순수 작곡한 곡은 있지 않다. 별도의 음악 감독이 있지 않고 대신 타란티노 자신이 직접 팝 음악을 선곡하여 사운드트랙을 완성하였다. 사운드트랙 앨범 또한 그가 직접 프로듀싱을 하였다.

### 수록된 곡 목록
1. "And Now Little Green Bag..." (대화 목소리: 스티븐 라이트) – 0:15
2. "리틀 그린 백" by 조지 베이커 셀렉션 – 3:15
3. "Rock Flock of Five" (대화 목소리: 스티븐 라이트) – 0:11
4. "훅트 온 어 필링" by 블루 스위디 – 2:53
5. "Bohemiath" (대화 목소리: 스티븐 라이트) – 0:34
6. "아이 갓챠" by 조 텍스 – 2:27
7. "매직 카펫 라이드" by Bedlam – 5:10
8. "Madonna Speech" (대화 목소리: 쿠엔틴 타란티노, 에드워드 벙커, 로런스 티어니, 스티브 부세미, 하비 카이텔) – 0:59
9. "Fool for Love" by 샌디 로저스 – 3:25
10. "Super Sounds" (대화 목소리: 스티븐 라이트) – 0:19
11. "스턱 인 더 미들" by Stealers Wheel – 3:23
12. "Harvest Moon" by Bedlam – 2:38
13. "Let's Get a Taco" (대화 목소리: 하비 카이텔, 팀 로스) – 1:02
14. "Keep on Truckin'" (대화 목소리: 스티븐 라이트) – 0:16
15. "코코넛" by 해리 닐슨 – 3:50
16. "Home of Rock" (대화 목소리: 스티븐 라이트) – 0:05

## 같이 보기
- 하이스트 영화